# Daniel Fockhy
Daniel Fockhy (* 8. März 1626 in Wien; † 23. März 1695 ebenda) war von 1688 bis 1691 Bürgermeister von Wien.

## Leben
Daniel Fockhy war der Sohn des Honig- und Zwetschgenhändlers Emerich Fockhy, der 1623 in den rittermäßigen Adelsstand erhoben worden war und dem Äußeren Rat angehörte, und dessen zweiter Gattin Katharina Pietsch. Anfangs Kaufmann, erwarb er 1661 das Bürgerrecht und begann ab 1663 in öffentlichen Funktionen tätig zu werden. 1674 gehörte er dem Inneren Rat an. Während der Pestepidemie des Jahres 1679 oblag ihm die Kontrolle der Lazarette. Fockhy war 1682 Oberkämmerer, ehe er während der Zweiten Türkenbelagerung 1683 Oberstleutnant der Bürgerwehr wurde. In dieser schweren Zeit bewährte er sich, indem er gemeinsam mit Jakob Daniel Tepser die Verteilung des Proviants überwachte und die Löscharbeiten bei Bränden leitete. Während Bürgermeister Johann Andreas von Liebenberg krank war, vertrat ihn Fockhy bis zu dessen Tod Ende 1683. 1686 war er Senior des Inneren Rates und erhielt am 24. Januar 1687 den Titel Kaiserlicher Rat. Schließlich wurde er von 1688 bis 1691 Bürgermeister der Stadt Wien. In seiner Amtszeit führte er die erste öffentliche Beleuchtung von Straßen und Plätzen ein (5. Juni 1688), erließ eine neue Feuerordnung und empfing 1690 den zum König gekrönten Joseph in Wien. Nach seiner Ablösung durch Johann Franz Peickhardt blieb Fockhy bis zu seinem Tode Mitglied des Inneren Rates.
Daniel Fockhy war in erster Ehe von 1653 bis zu deren Tod 1667 mit Maria Magdalena Laminith, der Tochter eines kaiserlichen Hofkellermeisters, verheiratet, in zweiter Ehe ab 1669 mit Maria Veronica Ostermair, der Witwe des böhmischen Hofkanzlisten Johann Schnüring von Schnürnfels. Er wurde nach seinem Tode im Stephansdom beim Annen-Altar beigesetzt.
1875 wurde die Fockygasse in Wien-Meidling nach dem ehemaligen Bürgermeister benannt.